# Guavio (Cuja)
Guavio je rijeka u Kolumbiji, pritoka rijeke Cuja. Pripada porječju rijeke Magdalene.